# Kawaler srebrnej róży
Kawaler srebrnej róży lub Kawaler z różą (niem. Der Rosenkavalier) – opera komiczna z muzyką Richarda Straussa i librettem Hugona von Hofmannsthala.

## Osoby
- Marszałkowa Księżna Werdenberg (Die Feldmarchallin Fürstin Werdenberg) – sopran
- Baron Ochs auf Lerchenau (Der Baron Ochs auf Lerchenau) – bas
- Oktawian, zwany Quinquin, młodzieniec z arystokratycznego rodu (Octavian, genannt Quinquin, ein junger Herr aus grossem Haus) – mezzosopran (partia travesti)
- Pan von Faninal, świeżo uszlachcony bogacz (Herr von Faninal, ein reicher Neugeadelter) – baryton
- Zofia, jego córka (Sophie, seine Tochter) – sopran
- Panna Marianna Leitmetzer, duenna (Jungfer Marianne Leitmetzerin, die Duenna) – mezzosopran
- Valzacchi, intrygant (Valzacchi, ein Intrigant) – tenor
- Annina, jego partnerka (Annina, seine Begleiterin) – alt
- Komisarz Policji (Ein Polizeikommissar) – bas
- Majordomus Marszałkowej (Der Haushofmeister bei der Felmarschallin) – tenor
- Majordomus Faninala (Der Haushofmeister bei Faninal) – tenor
- Notariusz (Ein Notar) – bas
- Oberżysta (Ein Wirt) – tenor
- Śpiewak (Ein Sänger) – tenor
- Uczony (Ein Gelehrter)
- Flecista (Ein Flötist)
- Fryzjer (Ein Friseur)
- Jego pomocnik (Dessen Gehilfe)
- Wdowa szlachetnego rodu[4] (Eine adelige Witwe)
- Trzy sieroty szlechetnego rodu[4] (Drei adelige Waisen) – sopran, mezzosopran, alt
- Modystka (Eine Modistin) – sopran
- Handlarz zwierząt (Ein Tierhändler) – tenor
- 4 lokaje marszałkowej (4 Lakaien der Marschallin) – 2 tenorzy, 2 basy
- 4 kelnerzy (4 Kellner) – tenor, 3 basy
- Mały Murzynek, lokaje, gońcy, hajducy, kuchcikowie, goście, muzykanci, 2 strażnicy, 4 małych dzieci, kilka podejrzanych postaci (Ein kleiner Neger, Lakaien, Lauffer, Haiducken, Küchenpersonal, Gäste, Musikanten, 2 Wächter, 4 kleine Kinder, verschiedene verdächtige Gestalten)

## Treść
Akcja opery toczy się w Wiedniu, w pierwszych latach panowania Marii Teresy.

### Akt I
Pod nieobecność męża Marszałkowa przyjmuje kochanka – młodego kuzyna, Oktawiana. Wspólne śniadanie w sypialni przerywa hałas dobiegający od strony garderoby; obawiając się niespodzianego powrotu Feldmarszałka księżna ukrywa młodzieńca za kotarami łóżka. Porannym gościem okazuje się jednak daleki kuzyn Marszałkowej z prowincji, baron Ochs. Oktawian usiłuje się wymknąć z sypialni w przebraniu pokojówki, jednak baron zwraca uwagę na urodę rzekomej dziewczyny i zaleca się do niej bezceremonialnie. Powodem wizyty barona okazuje się jego zamiar ożenku z Zofią, córką bogatego, świeżo nobilitowanego kupca von Faninala. Ochs prosi Marszałkową o pomoc w znalezieniu młodego szlachcica, który dokonałby tradycyjnego obrzędu wręczenia pannie srebrnej róży zaręczynowej. Marszałkowa pokazuje baronowi portret hrabiego Oktawiana Rofrano i proponuje, by to on odegrał rolę kawalera z różą. Pokój wypełnia się służbą i gośćmi, korzystającymi z możliwości dostania się do Marszałkowej w czasie porannej toalety. Są wśród nich wszechobecny intrygant Valzacchi wraz z partnerką Anniną, którzy obiecują baronowi zorganizowanie schadzki z rzekomą pokojówką Marszałkowej. Lokaj barona przynosi srebrną różę, którą księżna ma przekazać hrabiemu. Zostawszy sama Marszałkowa rozmyśla nad upływającym czasem i mijającą młodością. Oktawian powraca, próbuje ją pocieszać i zapewnia o swojej wiecznej miłości, lecz księżna pozostaje w swym przekonaniu o ulotności romansu. Dotknięty młodzieniec wybiega zapominając róży, którą Marszałkowa posyła mu przez swojego pazia, małego Murzynka Mohameda.

### Akt II
W domu Faninala w wielkiej ekscytacji oczekiwany jest kawaler z różą, którego przybycie ma poprzedzić pierwsze spotkanie Zofii z baronem Ochsem. Zjawia się Oktawian w roli posłańca uczuć barona, lecz to między nim a Zofią rodzi się natychmiast gorąca miłość. Nadejście barona i jego prostackie zachowanie przerażają Zofię, która błaga Oktawiana o wybawienie z opresji. Czułości zakochanych dają okazję Valzacchiemu i Anninie do poinformowania barona o ich rzekomo niestosownym zachowaniu, w związku z czym Oktawian postanawia uświadomić Ochsa o zmianie małżeńskich planów Zofii. W krótkim starciu na szpady hrabia niegroźnie rani Ochsa w ramię, a gdy ten histeryzuje, Faninal wyrzuca Oktawiana z domu i zapowiada córce, że bez względu na jej zdanie zostanie wydana za barona. Annina przynosi Ochsowi liścik, którym rzekoma pokojówka Marszałkowej zaprasza go na schadzkę do podmiejskiej oberży.

### Akt III
W ustronnym pokoju podwiedeńskiej oberży Annina i Valzacchi przygotowują przebranego Oktawiana do schadzki z Ochsem. Baron zasiada do kolacji z dziewczyną, lecz jego prostackie zaloty przerywają dziwne niespodzianki: z ukrytych w ścianach drzwiczek wychylają się znikające po chwili postaci, gdzieś zapodziewa się jego peruka, wreszcie w drzwiach staje Annina w żałobnym przebraniu z czwórką dzieci, podając się za jego porzuconą żonę. Nic nierozumiejący Ochs wzywa na swą zgubę policję, a poddany przesłuchaniu zostaje oskarżony o czyny lubieżne. Usiłując wyplątać się z kłopotów twierdzi, że dziewczę, z którym go przyłapano to jego narzeczona Zofia, lecz tym sposobem pogrąża się jeszcze bardziej: do oberży przyjeżdża sprowadzony przez Valzacchiego Faninal z córką i kłamstwo wychodzi na jaw. Rzekoma pokojówka ukrywa się za kotarą, zza której po chwili, ku zdumieniu Ochsa i rozbawieniu policjantów, wyrzuca kolejne elementy damskiej garderoby. Do pokoju wkracza Marszałkowa, a zza kotary wyłania się Oktawian – Ochs wreszcie pojmuje, że został oszukany i ośmieszony i umyka wraz ze swoją służbą. Oktawian usiłuje wyjaśniać coś Marszałkowej, lecz ta nie pozwala mu mówić – łączy młodą parę, sama godząc się z losem, który przewidywała. Zakochani zostają sami, Marszałkowa raz jeszcze spogląda na nich wychodząc wsparta na ramieniu Faninala, a gdy i oni odchodzą, do pokoju wbiega mały Mohamed by odnaleźć zagubioną przez Zofię chusteczkę.

## Historia utworu
Kawaler srebrnej róży powstał w latach 1908-1910 jako drugie dzieło wspólne Straussa i Hofmannsthala. Prapremiera opery w drezdeńskiej Semperoper omal nie zakończyła się katastrofą – młody reżyser jeszcze na kilka dni przed nią nie mógł sobie dać rady z inscenizacją; na pomoc wezwano wielkiego Maxa Reinhardta, który w krótkim czasie dopracował przedstawienie i utwór odniósł wielki sukces. Opera została jeszcze w tym samym roku wystawiona w kilkunastu teatrach na całym świecie, a wiodące partie wykonywali najwięksi artyści tamtych czasów. Kawaler srebrnej róży zdobył stałe miejsce w repertuarze światowym i wykonywany był z udziałem najwybitniejszych śpiewaków. Wśród wykonawczyń partii Marszałkowej były m.in. Margarethe Siems, Frieda Hempel, Elisabeth Rethberg, Rosa Raisa, Helena Zboińska-Ruszkowska, Germaine Lubin, Sena Jurinac, Maria Reining, Régine Crespin, Elisabeth Schwarzkopf, Leonie Rysanek, Christa Ludwig, Elisabeth Söderström, Felicity Lott, Renée Fleming. Partię Oktawiana śpiewały m.in. Tiana Lemnitz, Germaine Lubin, Maria Jeritza, Jarmila Novotná, Sena Jurinac, Irmgard Seefried, Risë Stevens, Yvonne Minton, Christa Ludwig, Teresa Żylis-Gara, Anne-Sofie von Otter, Frederica von Stade, Tatiana Troyanos, Elīna Garanča. Zofię kreowały m.in. Elisabeth Schumann, Hilde Güden, Anneliese Rothenberger, Rita Streich, Erika Köth, Helen Donath, Lucia Popp. Nielicznym śpiewaczkom udało się wystąpić w ciągu kariery we wszystkich trzech partiach sopranowych Kawalera srebrnej róży – były wśród nich Lotte Lehmann i Lisa Della Casa.
W 1925 w Niemczech powstał niemy film Der Rosenkavalier, w reżyserii Roberta Wiene, według scenariusza Hofmannstahla, Louisa Nertza i reżysera, z muzyką Straussa będącą częściowo adaptacją fragmentów opery, a częściowo dodatkowo skomponowaną dla potrzeb obrazu. Muzykę wykonywał w kinie kilkunastoosobowy zespół instrumentalistów.